# Vlag van Limousin

Vlag van Limousin

De vlag van Limousin bestaat uit een wit veld met daarop zwarte hermelijnharen; het geheel staat binnen een rood kader. Het wapen van Limousin toont een soortgelijk tafereel.
Naast deze vlag is er een logovlag in gebruik. Deze bestaat uit een wit veld met daarop het logo van de regio. Dit logo toont een groen blad met daarop in het rood de letter L. Het blad moet het rijke landschap uitbeelden. De linkerkant van het blad heeft geen natuurlijke vorm; de overgang met het veld is hoekig. Dit symboliseert het belang dat de regio aan technologie hecht.
Een andere, alternatieve vlag die zijn gebaseerd op het oude wapen van de graven van Limoges.
|  |  |

De regio maakt na de regionale herindeling per januari 2016 deel uit van de regio Nouvelle-Aquitaine. Hierdoor is de vlag niet meer in gebruik.